# Resolució 910 del Consell de Seguretat de les Nacions Unides
La Resolució 910 del Consell de Seguretat de les Nacions Unides fou adoptada per unanimitat el 14 d'abril de 1994. Després de considerar una carta del Secretari General Boutros Boutros-Ghali assessorant sobre la seva intenció d'enviar un equip de reconeixement a la disputada franja d'Aouzou entre Txad i Líbia, el Consell va decidir eximir la missió de reconeixement d'una disposició a la Resolució 748 (1992) que imposava sancions internacionals a Líbia.
Actuant amb el Capítol VII de la Carta de les Nacions Unides, el Consell va reconèixer que la missió requeriria l'ús d'avions de les Nacions Unides que exigien l'exempció per vigilar la retirada líbia. El Consell va acollir favorablement l'acord entre el Govern del Txad i el Govern de Líbia a Sirte el 4 d'abril de 1994 sobre l'aplicació de la sentència dictada per la Cort Internacional de Justícia el 3 de febrer de 1994 sobre la sobirania de la franja d'Aouzou. Es va demanar al Secretari General que informés al Consell sobre els vols realitzats en virtut de la resolució actual.